# Santiago Ramos Mingo
Santiago Ramos Mingo (Córdoba, Argentina, 21 de noviembre de 2001) es un futbolista argentino que juega como defensor en Esporte Clube Bahia del Campeonato Brasileño de Serie A.

## Trayectoria

### Boca Juniors
Inició su carrera deportiva en el Club Deportivo Atalaya, donde permaneció hasta 2015. Después fue contratado por el Boca Juniors de la Primera División de Argentina. Tras haber sido convocado y haber disputado algunos partidos amistosos en la pretemporada de 2019, se suscitó una polémica por su marcha del club en 2020, jugando entonces en la reserva, por ser una de las promesas del conjunto xeneize. Santiago al no haber renovado y por negarse a hacerlo en repetidas veces, pudo finalmente fichar por el Fútbol Club Barcelona. En palabras del presidente xeneize Jorge Amor Ameal su club considera la operación ilegítima o en su caso que debe ser compensada al entender que el jugador pertenece jurídicamente a Boca Juniors.

### Europa
El F. C. Barcelona lo incorporó a su equipo filial en febrero de 2020, permaneciendo en el club hasta junio de 2022. El mes siguiente fichó por el Oud-Heverlee Leuven belga.

### Defensa y Justicia
Llega a Defensa y Justicia en enero de 2023 en calidad de préstamo del club belga.  Para diciembre de 2023, Defensa y Justicia adquirió lo derechos económicos del jugador Santiago Ramos Mingo.

## Estadísticas

### Clubes
Actualizado al último partido disputado el 29 de marzo de 2024.
| Club | Div.          | Temporada     | Liga  | Liga  | Copas nacionales(1) | Copas nacionales(1) | Copas internacionales(2) | Copas internacionales(2) | Total | Total |
| Club | Div.          | Temporada     | Part. | Goles | Part.               | Goles               | Part.                    | Goles                    | Part. | Goles |
| --- | ------------- | ------------- | ----- | ----- | ------------------- | ------------------- | ------------------------ | ------------------------ | ----- | ----- |
| F. C. Barcelona "B" · España                                                                                           | 2.ª B         | 2020-21       | 16    | 0     | —                   | —                   | —                        | —                        | 16    | 0     |
| F. C. Barcelona "B" · España                                                                                           | 1.ª RFEF      | 2021-22       | 20    | 1     | —                   | —                   | —                        | —                        | 20    | 1     |
| F. C. Barcelona "B" · España                                                                                           | Total club    | Total club    | 36    | 1     | 0                   | 0                   | 0                        | 0                        | 36    | 1     |
| OH Leuven II · Bélgica                                                                                                 | 3.ª           | 2022-23       | 18    | 3     | —                   | —                   | —                        | —                        | 18    | 3     |
| OH Leuven II · Bélgica                                                                                                 | Total club    | Total club    | 18    | 3     | 0                   | 0                   | 0                        | 0                        | 18    | 3     |
| Defensa y Justicia Argentina                                                                                           | 1.ª           | 2023          | 12    | 0     | 5                   | 0                   | 2                        | 0                        | 19    | 0     |
| Defensa y Justicia Argentina                                                                                           | 1.ª           | 2024          | -     | -     | 12                  | 2                   | -                        | -                        | 12    | 3     |
| Defensa y Justicia Argentina                                                                                           | Total club    | Total club    | 12    | 0     | 17                  | 2                   | 2                        | 0                        | 31    | 2     |
| Total carrera | Total carrera | Total carrera | 66    | 4     | 17                  | 2                   | 2                        | 0                        | 85    | 6     |
| (1) Incluye partidos de la Copa Argentina y Copa de la Liga Profesional. (2) Incluye partidos de la Copa Sudamericana. |               |               |       |       |                     |                     |                          |                          |       |       |

## Vida personal
Es hermano de los jugadores de fútbol Matías Ramos Mingo y Franco Ramos Mingo.